# Вене Богославов
Вене Богославов (1932 – 14 юли 2015) е един от прочутите математици в Сърбия, както и в страните от бивша Югославия. Прочут е с неговите „Веневи сборници“ (на сръбски „Венеове збирке“) с решени задачи по математика, които биват използвани във всички средни училища в СФРЮ.

## Биография
Изкарва гимназиалното си образование на български език в Босилеград, където открива таланта си и любовта към математиката. Завършва Природо-математическия факултет на Белградския университет през 1958 г. , като шести по успех във випуска. На същия факултет прави специализация през 1967 г. Поради изключителни резултати в учебно-възпитателната си работа през 1980 г. придобива званието „педагогичен съветник“. Защитава магистърската си теза през 1981 г. на Електротехническия факултет към Белградския университет.
Започва работа в занаятчийско училище „Школа за шев и кройка на дамско облекло“ , където работи две години. След това се мести във „Фризьорското училище“, след което се мести в „Единадесета белградска гимназия“. Постоянна работа получава чак през 1965 г. в „Пета белградска гимназия“. През първата година преподава на абитуриентите с природо-математическо направление. Поради липса на учебници или помагала, Вене започва да събира задачи по математика, от колеги и чужди списания съобразявайки ги с учебния план.
Когато успява да събере 1000 задачи, предава ръкописите в Завода за учебници и учебни помагала в Белград, където чакат цяла година. Чак през 1968 г. се отпечатва и първият сборник с решени задачи по математика предназначен за дванадесети клас. Скоростно след това, тези сборници биват разпространени в библиотеките в гимназиите в Загреб, Охрид, Пула и др. итд.
Вене Богославов остава да работи в Пета белградска гимназия цели 35 години, където дочаква и пенсията си. През годините извършва и експертни функции: член на редакторския колектив в „Завода за учебници и учебни помагала“ в Белград, член на Комисията за изучаване на проблемите на обучението по математика в основните и средни училища към Просветния съвет на Сърбия и др.
След 40 години трудов стаж, отива в пенсия на 19 септември 1999 г., но така и не провежда последния си учебен час поради Бомбардировките на Югославия. Повечето му ученици стават преподаватели в университетите, лекари, юристи, министри. Вене има един син Драган, който живее в Канада.

## Публикации
Публикува множество учебници и статии в областта на математиката, които са пожънали огромен успех в СФРЮ, както и рецензира множество издания.
- Сборник задачи по математика за 12-и клас, първо издание 1968.
- Сборник задачи по математика I, първо издание 1970.
- Сборник задачи по математика II, първо издание 1971.
- Сборник задачи по математика III, първо издание 1972.
- Сборник със задачи за 12-и клас за природо-математически профил, първо издание 1980.
- Сборник със задачи за 10-и клас за профилирани средни училища, съавтори д-р Петар Васич и д-р Радован Јанич
- Математика за 12-и клас за техникуми по електротехника и техникуми по строителство, съавтори д-р Петар Васич, д-р Радован Јанич и д-р Добрило Тошич
- 50 теста за проверка на знанието по математика за основни училища, съавтори д-р Душан Аднаджевич, Глиша Нешкович и Драгослав Милич, първо издание 1988.
- Логаритмични таблици, първо издание 1993.
- Логаритмична и експоненциална функция – сборник със задачи, съавтор Светозар Бранкович 1996.

Годишен оборот на изданията му е към 40 000 бройки, което го прави и един от най-търсените автори в тази област с 1 900 000 продадени екземпляра. През 2008 г. отбелязва 40-ото издание на неговия пръв сборник. Богославов е автор на 11 заглавия, с общо 57 издания. Издателят „Завод за учебници“ в Белград, препубликува ново издание на сборниците му през 2011 г. в което са коригирани повече от 15 000 печатни грешки. 